# Certificate in Information Security Management Principles
Certificate in Information Security Management Principles (CISMP) is een opleidingskwalificatie voor met name de internationaal georiënteerde leidinggevenden en de voor beleid, regelgeving en strategie op het gebied van informatiebeveiliging verantwoordelijke professionals.

## Certificering
Het CISMP certificaat is in 1998 geïntroduceerd door de British Computer Society. Het certificaat wordt verstrekt als de kandidaat het examen met goed gevolg heeft afgelegd en aantoonbaar minimaal 1 jaar relevante praktijkervaring op het gebied van informatiebeveiliging en management bezit.
Inmiddels bezitten circa 1000 professionals dit certificaat.

## Examen
Het examen wordt afgenomen door de Information Systems Examinations Board (ISEB). Het examen bestaat uit 100 meerkeuze vragen die in 2 uur beantwoord moeten worden. 
Er zijn elf deelvakgebieden waar over het examen wordt afgenomen:
- Concepts & Definitions
- The Need for, and Benefits of, Information Security
- Threats to Information Systems
- Managing Information Security
- Information Security Risk Analysis
- Legal Framework
- Security Standards and Procedures
- Principles of Conduct
- Safeguards
- Business Continuity
- Implementation

Naast deze onderwerpen wordt uitgebreide kennis van BS 7799 part 1 (Code voor informatiebeveiliging) en BS 7799 part 2 verwacht. In het kader van de opleiding (deels zelfstudie) moet de kandidaat ook een aantal Case Studies en Projecten positief afsluiten.
Een groot aantal, door de British Computer Society, geaccrediteerde opleiders geeft examen trainingen voor Certificate in Information Security Management Principles.
Het certificaat geeft recht op verschillende vrijstellingen voor specifieke vakken op Engelse universiteiten zoals Royal Holloway, University of London.